# Hubert Henno

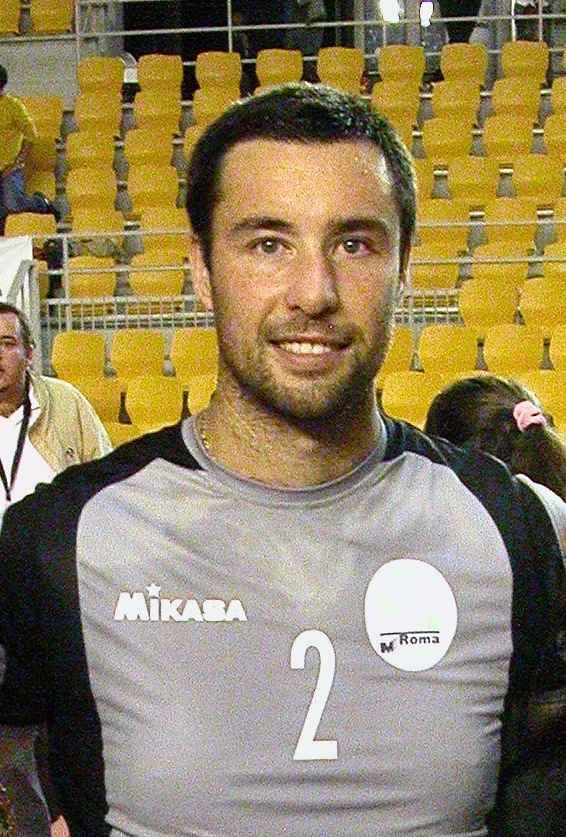
Hubert Henno zawodnikiem M. Roma Volley w sezonie 2006/2007

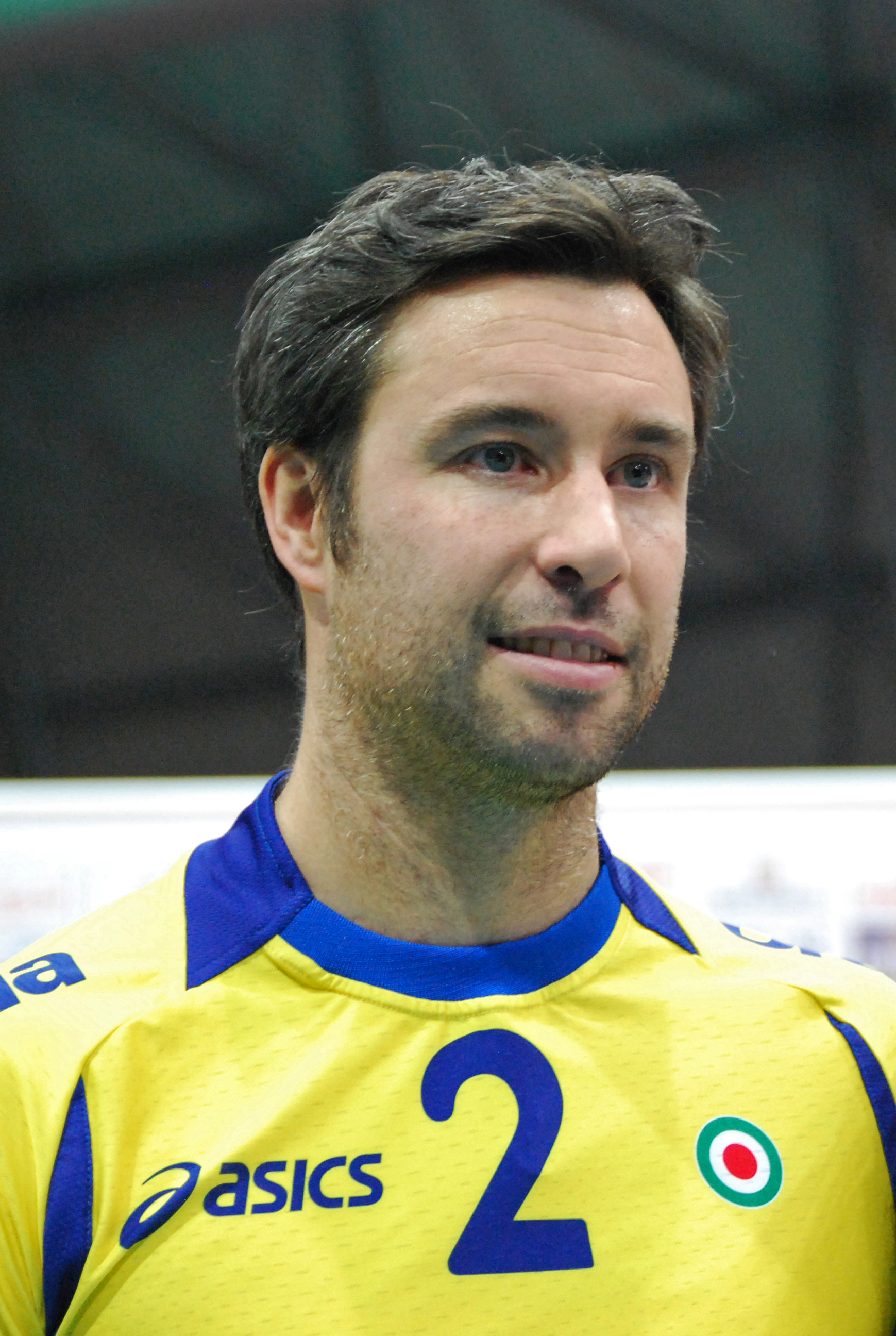
Hubert Henno zawodnikiem Bre Banca Lannutti Cuneo w sezonie 2011/2012

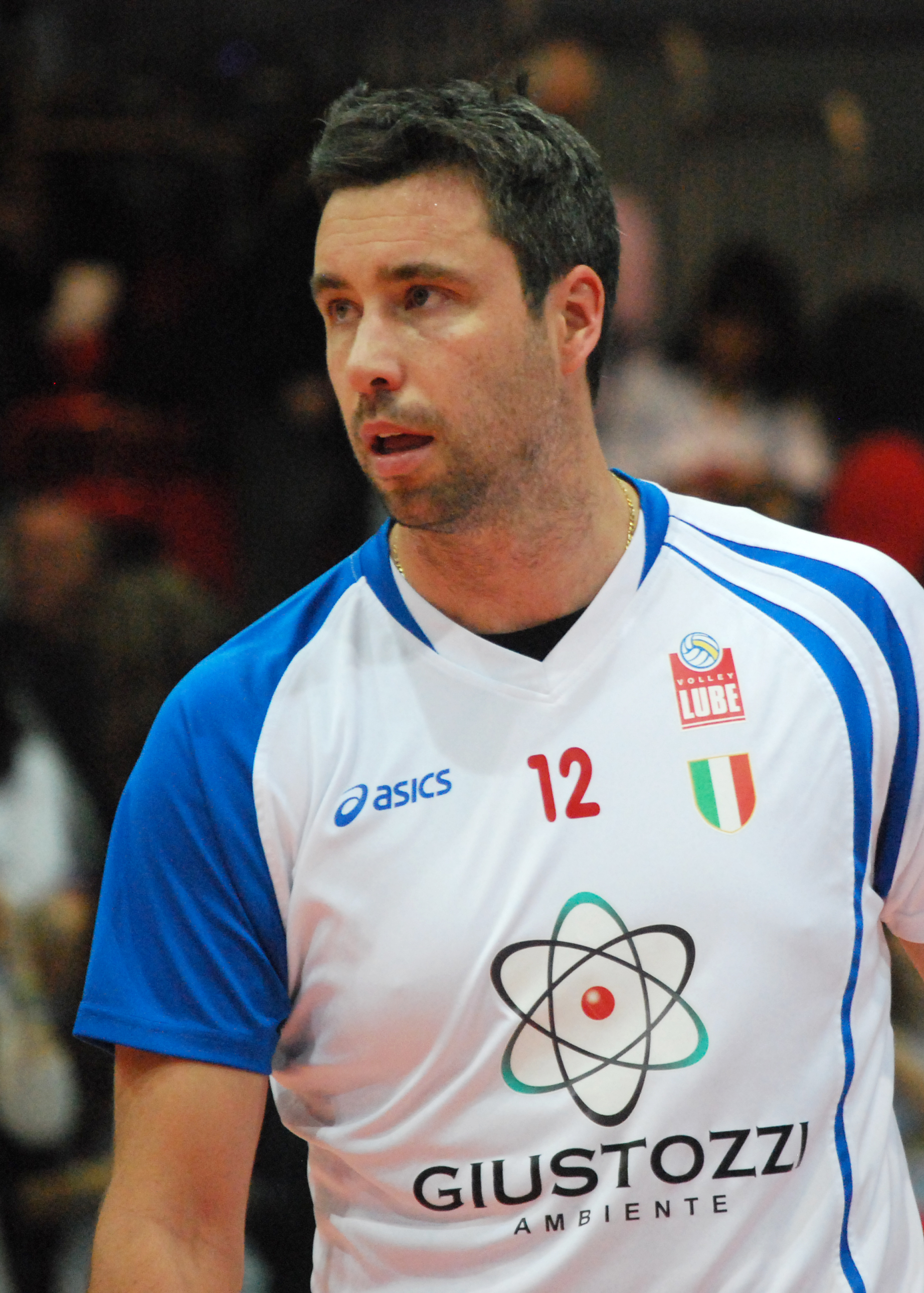
Hubert Henno zawodnikiem Cucine Lube Banca Marche Macerata w sezonie 2012/2013

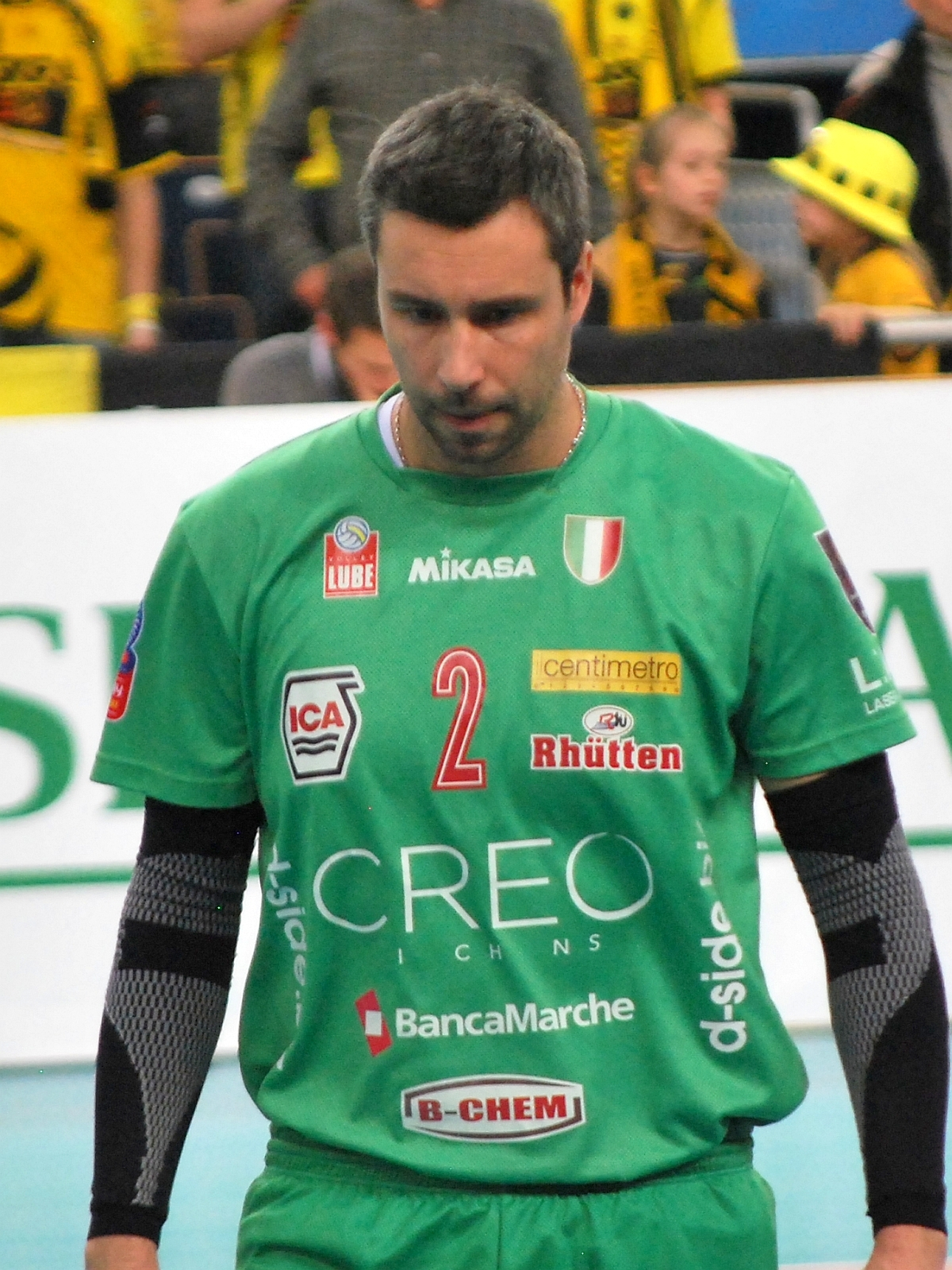
Hubert Henno zawodnikiem Cucine Lube Banca Marche Macerata w sezonie 2014/2015

Hubert Henno (ur. 6 października 1976 w Boulogne-Billancourt) – francuski siatkarz. Wielokrotny reprezentant Francji, grający na pozycji libero.
Jego żoną jest albańska siatkarka Alketa Doci. Obaj ich synowie Hilir i Mathis są siatkarzami.

## Przebieg kariery
| Lata                   | Klub                              | Klub     | Klub     | Klub     | Klub     | Klub     | Klub     | Klub     | Klub     | Klub     | Klub |
| Siatkarz               | Siatkarz                          | Siatkarz | Siatkarz | Siatkarz | Siatkarz | Siatkarz | Siatkarz | Siatkarz | Siatkarz | Siatkarz |      |
| ---------------------- | --------------------------------- | -------- | -------- | -------- | -------- | -------- | -------- | -------- | -------- | -------- | ---- |
| 1996–1999              | Asnières Volley 92                |          |          |          |          |          |          |          |          |          |      |
| 1999–2002              | Paris Volley                      |          |          |          |          |          |          |          |          |          |      |
| 2002–2005              | Tours VB                          |          |          |          |          |          |          |          |          |          |      |
| 2005–2006              | Dinamo Moskwa                     |          |          |          |          |          |          |          |          |          |      |
| 2006–2008              | M. Roma Volley                    |          |          |          |          |          |          |          |          |          |      |
| 2008–2009              | Yoga Forli                        |          |          |          |          |          |          |          |          |          |      |
| 2009–2009 (od 03.2009) | Paris Volley                      |          |          |          |          |          |          |          |          |          |      |
| 2009–2012              | Bre Banca Lannutti Cuneo          |          |          |          |          |          |          |          |          |          |      |
| 2012–2015              | Cucine Lube Banca Marche Macerata |          |          |          |          |          |          |          |          |          |      |
| 2015–2019              | Tours VB                          |          |          |          |          |          |          |          |          |          |      |
| Trener                 |                                   |          |          |          |          |          |          |          |          |          |      |
| Lata                   | Klub                              |          |          |          |          |          |          |          |          |          |      |
| 2019–2021              | Tours VB                          |          |          |          |          |          |          |          |          |          |      |
| 2021–2024              | Nantes Rezé MV                    |          |          |          |          |          |          |          |          |          |      |
| 2025–                  | Hiszpania                         |          |          |          |          |          |          |          |          |          |      |
| 2025–                  | Cuprum Stilon Gorzów              |          |          |          |          |          |          |          |          |          |      |

## Jako siatkarz

### Sukcesy klubowe
Puchar Francji:
- 2000, 2001, 2003, 2005, 2019

Puchar Europy Zdobywców Pucharów:
- 2000

Mistrzostwo Francji:
- 2000, 2001, 2002, 2004, 2009, 2018, 2019
- 2003
- 2005

Superpuchar Europy:
- 2000

Liga Mistrzów:
- 2001, 2005
- 2004

Puchar Rosji:
- 2005

Mistrzostwo Rosji:
- 2006

Puchar CEV:
- 2008, 2010, 2017

Mistrzostwo Włoch:
- 2010[5]2014
- 2011
- 2012, 2013

Superpuchar Włoch:
- 2010, 2012, 2014

Puchar Włoch:
- 2011

Superpuchar Francji:
- 2015

### Sukcesy reprezentacyjne
Mistrzostwa Świata:
- 2002

Mistrzostwa Europy:
- 2003, 2009

Liga Światowa:
- 2006

### Nagrody indywidualne
- 2001: Najlepszy przyjmujący Mistrzostw Europy
- 2002: Najlepszy libero Mistrzostw Świata
- 2003: Najlepszy broniący Mistrzostw Europy
- 2005: Najlepszy libero turnieju finałowego Ligi Mistrzów
- 2009: Najlepszy libero Mistrzostw Europy
- 2010: Najlepszy libero turnieju finałowego Pucharu CEV[6]

## Jako trener

### Sukcesy klubowe
Puchar Francji:
- 2024[7]